# Schwarzenbach (Bécsújhelyvidék)
Schwarzenbach (régi magyar nevén Feketevár) osztrák mezőváros Alsó-Ausztria Bécsújhelyvidéki járásában. 2020 januárjában 922 lakosa volt. 

## Elhelyezkedése

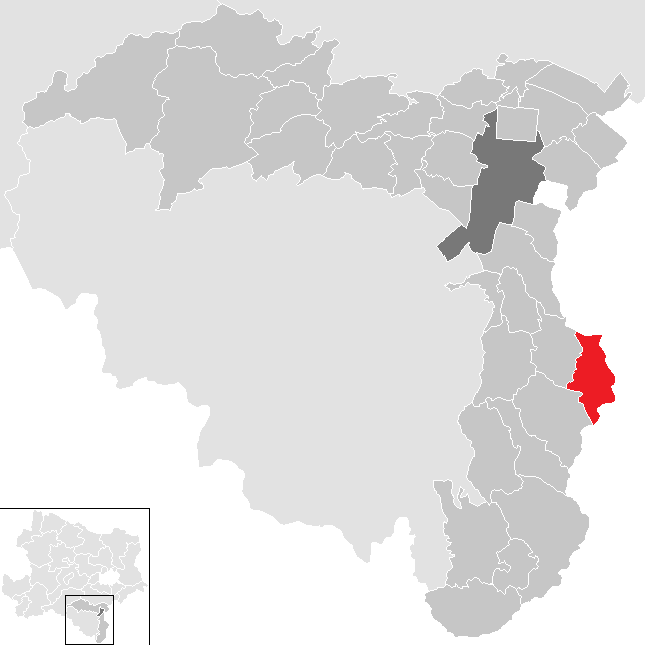
Schwarzenbach a Bécsújhelyvidéki járásban

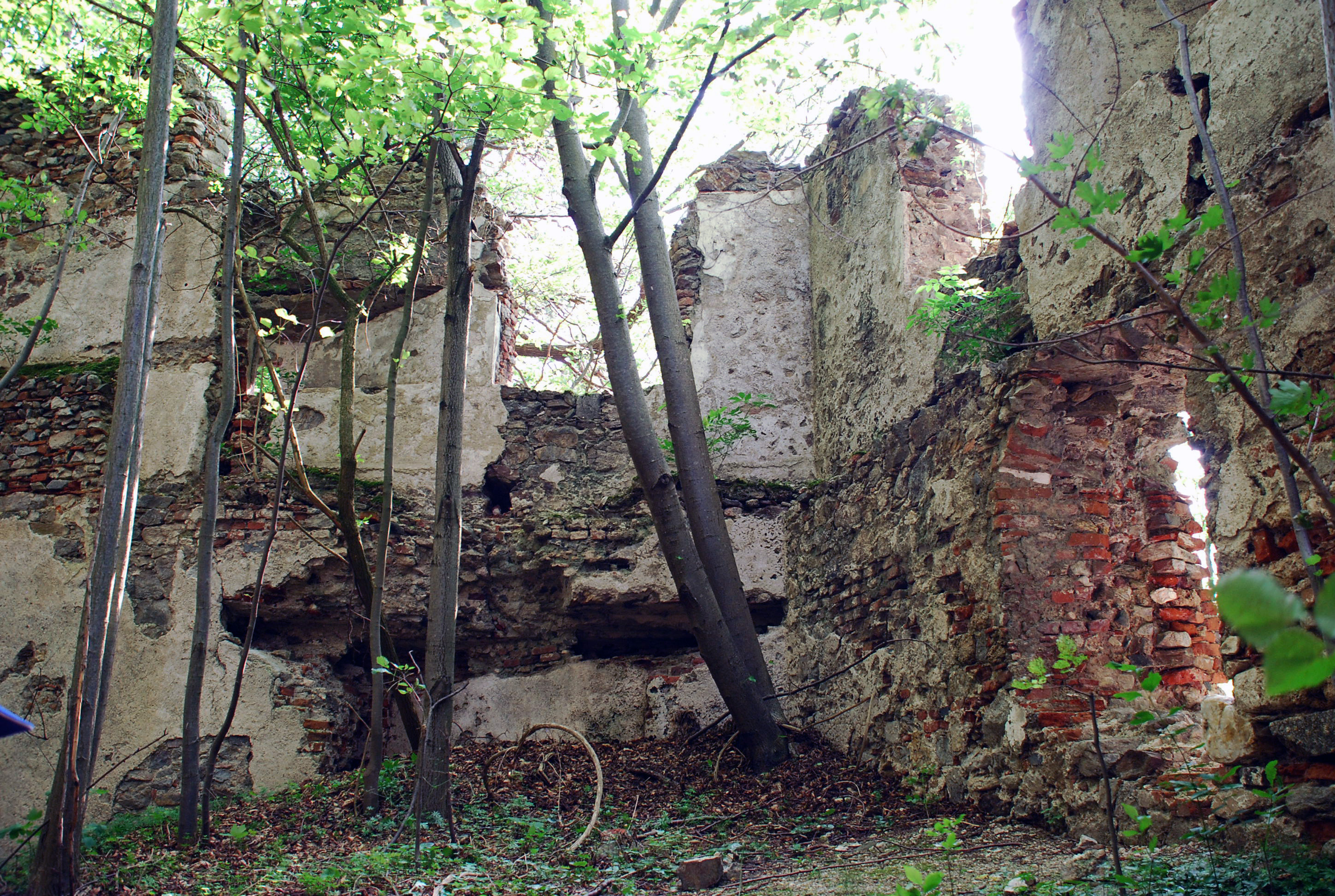
Feketevár romjai

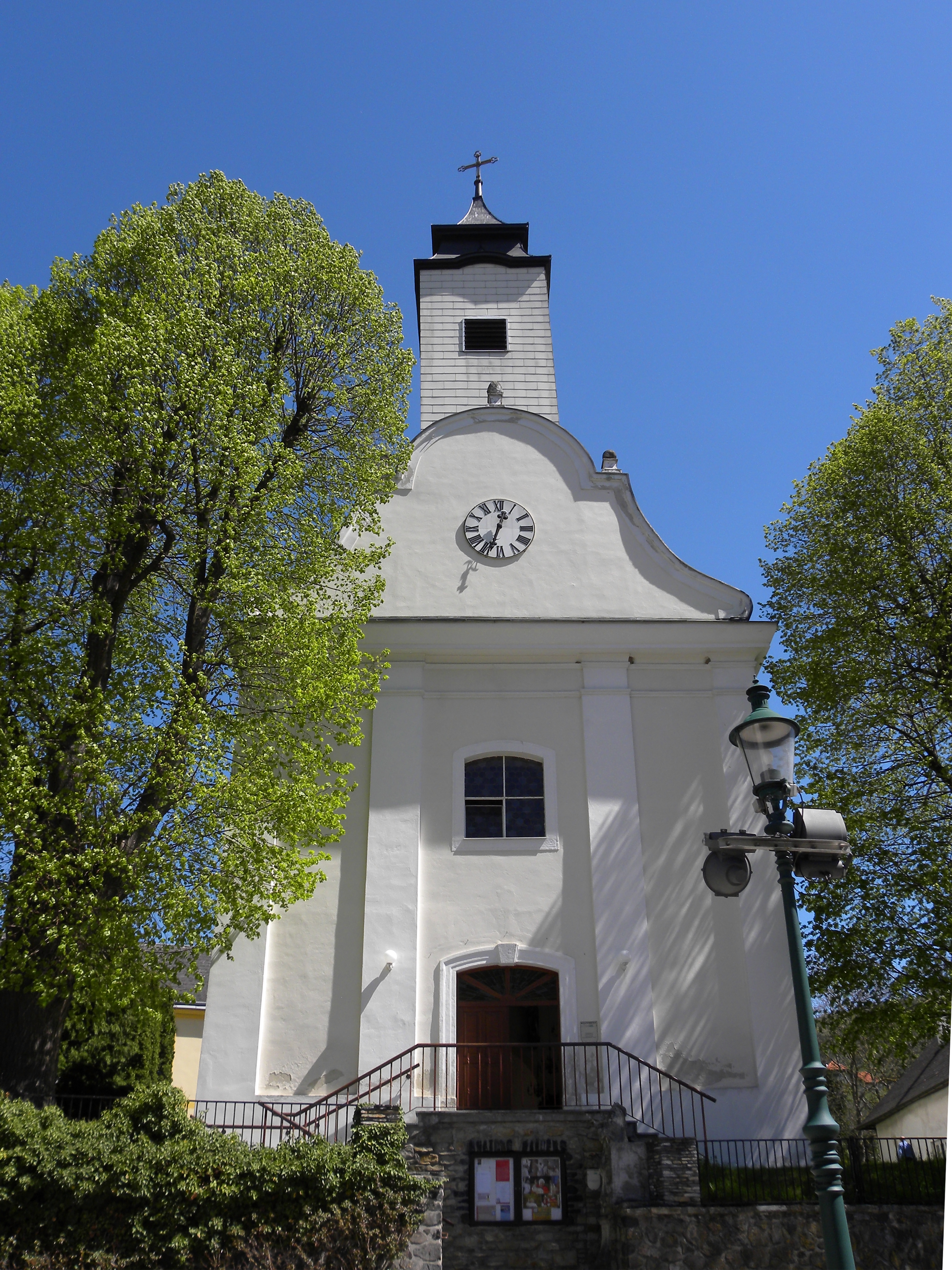
A Szt. Bertalan-plébániatemplom

Schwarzenbach a tartomány Industrieviertel régiójában fekszik a Bucklige Welt dombsága és a Rozália-hegység között. Területének 48,2%-a erdő. Az önkormányzathoz egyetlen település és 14 településrész tartozik: Alm, Eggenbuch, Essengraben, Glasgraben, Hackbichl, Hocheckgraben, Hochegg, Königsbichl, Oberau, Radschuleiten, Schölderl, Schön, Schulau és Trift.
A környező önkormányzatok: délnyugatra Wiesmath, északnyugatra Hochwolkersdorf, északra Nagymarton, keletre Szikra, délre Kabold (utóbbi három Burgenlandban).

## Története
Schwarzenbach területe az újkőkor óta lakott. Az ókorban a mai várhegyen jelentős kelta erődített település (oppidum) létesült, amely 15 hektáros területével a mai Ausztria területén a legnagyobbak közé tartozott és valószínűleg kapcsolatban állt a közeli velemi és soproni kelta oppidumokkal.  
Schwarzenbach (Feketevár) 1200 körül épített várát 1254-ben említik először a budai béke szövegében, melyben a Babenberg-örökség miatt háborúzó IV. Béla magának követelte a határerődítményt. Ezt követően a Kőszegiek szerezték meg, akik kiskirályként félig-meddig önálló birtokrendszert építettek ki Nyugat-Magyarországon és formálisan a magyar királynak és az osztrák hercegnek is hűséget esküdtek. 1290-ben a családhoz tartozó Heinrich von Bernsteiné volt a vár, majd 1296-ban Friedrich von Kreisbach kapta meg I. Albert osztrák hercegtől. 1337-ben a magyar "soproni és vasvári gróf" elfoglalta a várat és egy bizonyos Leustachius nevű várkapitányt nevezett ki. Ugyanebben az évben a pozsonyi béke Ausztriának ítélte a várat, cserébe az alsó-stájerországi Anchensteinért. A magyarok azonban nem adták át az erődöt, csak 1362-ben szolgáltatta vissza Nagy Lajos király IV. Rudolf osztrák hercegnek. 
1369-ben Wilhelm von Ellerbach kapta hűbérül, majd 1377-ben a leggazdagabb bécsújhelyi polgár, Michael Prenner vásárolta meg. Ezután több tulajdonosváltás után a 16. században a Königsbergek szerezték meg, akik lelkes protestánsok voltak és a helyi lakosságot is megtérítették; 1649-ben csak 5 katolikus élt Schwarzenbachban. 1587-ben a település mezővárosi jogokat kapott. Bécs 1683-as ostromakor a a törökök a várat megrongálták. 1686-ban Esterházy Pál vásárolta meg a várat, amely máig a család tulajdonában van. 1707-ben Rákóczi kurucai kifosztották a mezővárost és felgyújtották a templomát (1767-ben építették újjá). 1775-ben Schwarzenbachban 120 házban 860-an éltek. 
1850-ben a feudális birtokrendszer felszámolását követően megalakult a mezővárosi önkormányzat és polgármestert választottak. 1905-ben nagy árvíz sújtotta Schwarzenbachot, az áldozatok emlékére állították az ún. vízkeresztet. Az első világháborúban 45, a másodikban 66 schwarzenbachi vesztette életét. 

## Lakosság
A schwarzenbachi önkormányzat területén 2020 januárjában 922 fő élt. A lakosságszám 1991 óta csökkenő tendenciát mutat. 2018-ban az ittlakók 96%-a volt osztrák állampolgár; a külföldiek közül 0,9% a régi (2004 előtti), 2,7% az új EU-tagállamokból érkezett. 2001-ben a lakosok 96,2%-a római katolikusnak, 1,3% evangélikusnak, 2% pedig felekezeten kívülinek vallotta magát. Ugyanekkor egy magyar élt a mezővárosban. 
A népesség változása:

| 2016 | 956 |
| 2018 | 941 |

## Látnivalók
- Feketevár romjai
- a Szt. Bertalan-plébániatemplom

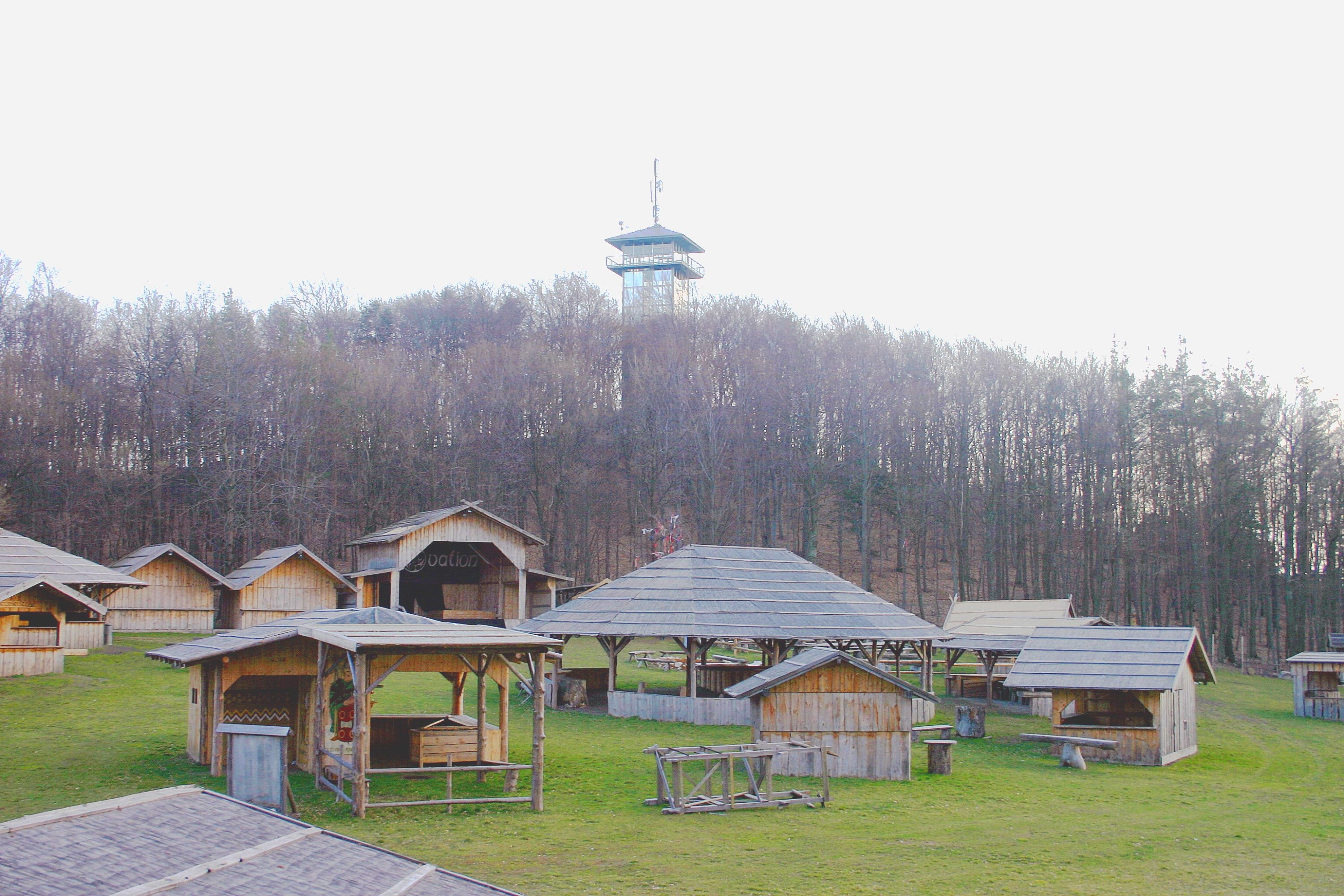
A kelta falu

- a kelta oppidum maradványai és a szabadtéri múzeum
- az 1679-ben emelt Mária-oszlop

## Testvértelepülések
- Schwarzenbach SG, Jonschwil városrésze (Svájc)
- Schwarzenbach an der Saale (Németország)

## Fordítás
- Ez a szócikk részben vagy egészben  a   Schwarzenbach (Niederösterreich) című német Wikipédia-szócikk ezen változatának fordításán alapul.  Az eredeti cikk szerkesztőit annak laptörténete sorolja fel. Ez a jelzés csupán a megfogalmazás eredetét és a szerzői jogokat jelzi, nem szolgál a cikkben szereplő információk forrásmegjelöléseként.